# 登美丘だんじり祭り
登美丘だんじり祭り（とみおかだんじりまつり）とは、大阪府堺市 東区北野田周辺で毎年10月祝日前の土曜・日曜日に行われている秋祭りである。
登美丘地区では、北野田・丈六・高松・南野田・北野田駅前商店街連合会の5町で登美丘だんじり祭りを構成している。

## 各町地車
- 北野田（きたのだ） - 1991年（平成3年）彫忠にて新調・上地車
- 丈六（じょうろく） - 1978年（昭和53年）太鼓正にて新調・上地車(2011年(平成23年)板谷工務店にて修理
- 高松（たかまつ） - 1994年（平成6年）池内工務店にて新調・上地車(令和元年池内工務店にて修理)
- 南野田（みなみのだ） - 2016年（平成28年）河合工務店にて新調・上地車
- 北野田駅前商店街連合会（きたのだえきまえしょうてんがいれんごうかい） -1987年（昭和62年）太鼓正より購入・上地車